# 北カリブ自治地域
北カリブ自治地域（きたカリブじちちいき、スペイン語: Región Autónoma del Caribe Norte, RACN）、または北カリブ海岸自治地域（きたカリブかいがんじちちいき、Región Autónoma de la Costa Caribe Norte, RACCN））は、ニカラグア北東部にある自治地域である。

## 歴史
1986年に旧セラヤ県が2つに分割して設けられた。
2014年2月10日までは北アトランティコ自治地域（Región Autónoma del Atlántico Norte, RAAN）と呼ばれた。

## 隣接する県
西部にヒノテガ県、マタガルパ県、南部に南カリブ自治地域、北部に隣国ホンジュラス（オランチョ県、グラシアス・ア・ディオス県）と接している。

## 地理
東部はカリブ海を臨み、沖にはミスキート海峡を挟んでミスキートス諸島（Cayos Miskitos）が浮かぶ。
ほとんどがモスキートス海岸（Costa de Mosquitos）と呼ばれるカリブ海側低地で、居住者が少ない。南部にグランデ川（グランデ・デ・マタガルパ川）、北部にココ川がいずれも西から東へと流れている。面積32,159km2で国内最大、人口249,700人（2005年）、自治地域の首都はマタガルパと主要幹線道路で結ばれているカリブ海沿岸のプエルト・カベサス（Puerto Cabezas）である。

## 基礎自治体

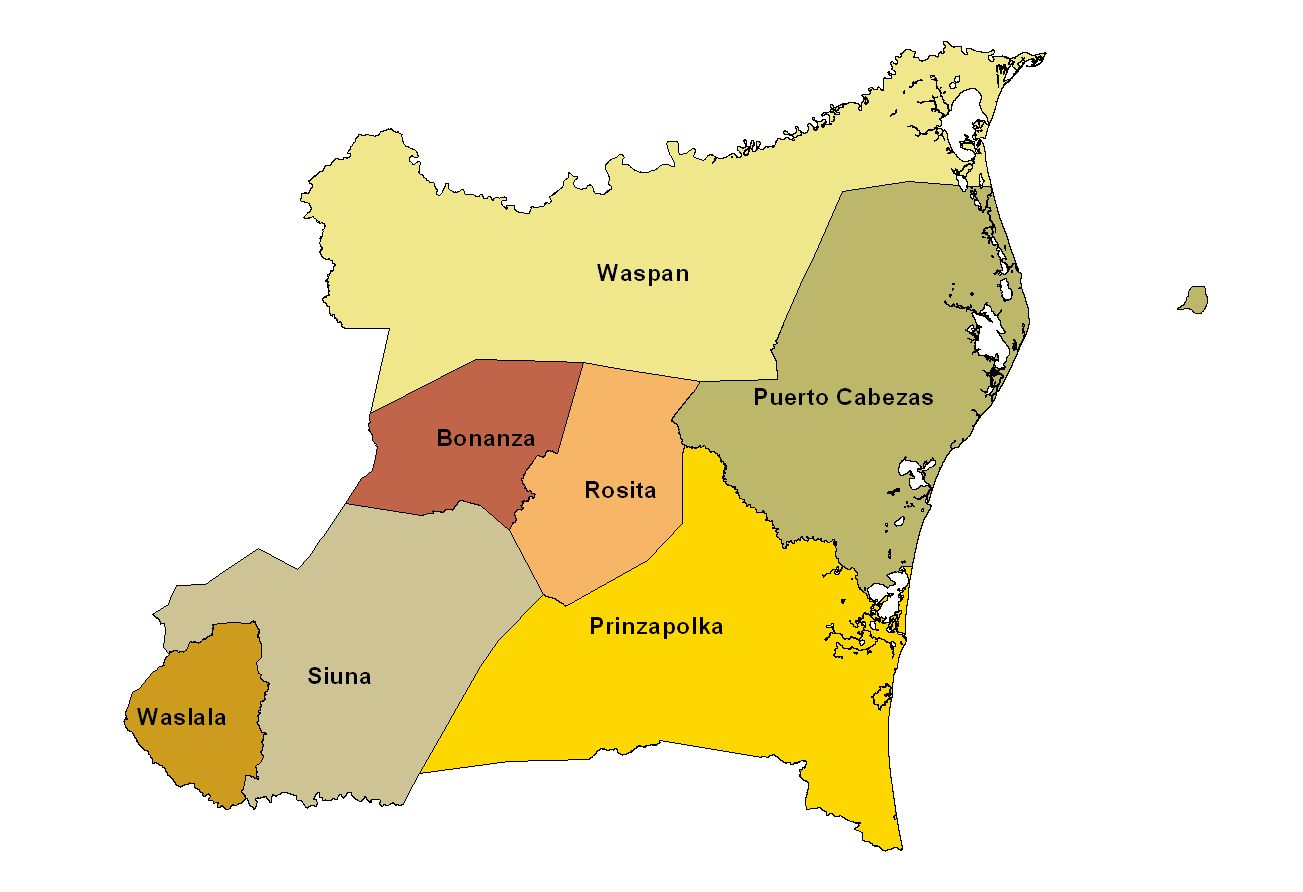

1. Bonanza
2. Mulukukú
3. Prinzapolka
4. Puerto Cabezas
5. Rosita
6. Siuna
7. Waslala
8. Waspam